# Willy Dumrath
Willy Karl David Dumrath (* 2. September 1888 in Thießow; † 29. August 1969 in Bergen auf Rügen) war ein deutscher Heimatforscher, der sich vor allem mit der Geschichte der Rügener Halbinsel Mönchgut beschäftigte.

## Leben

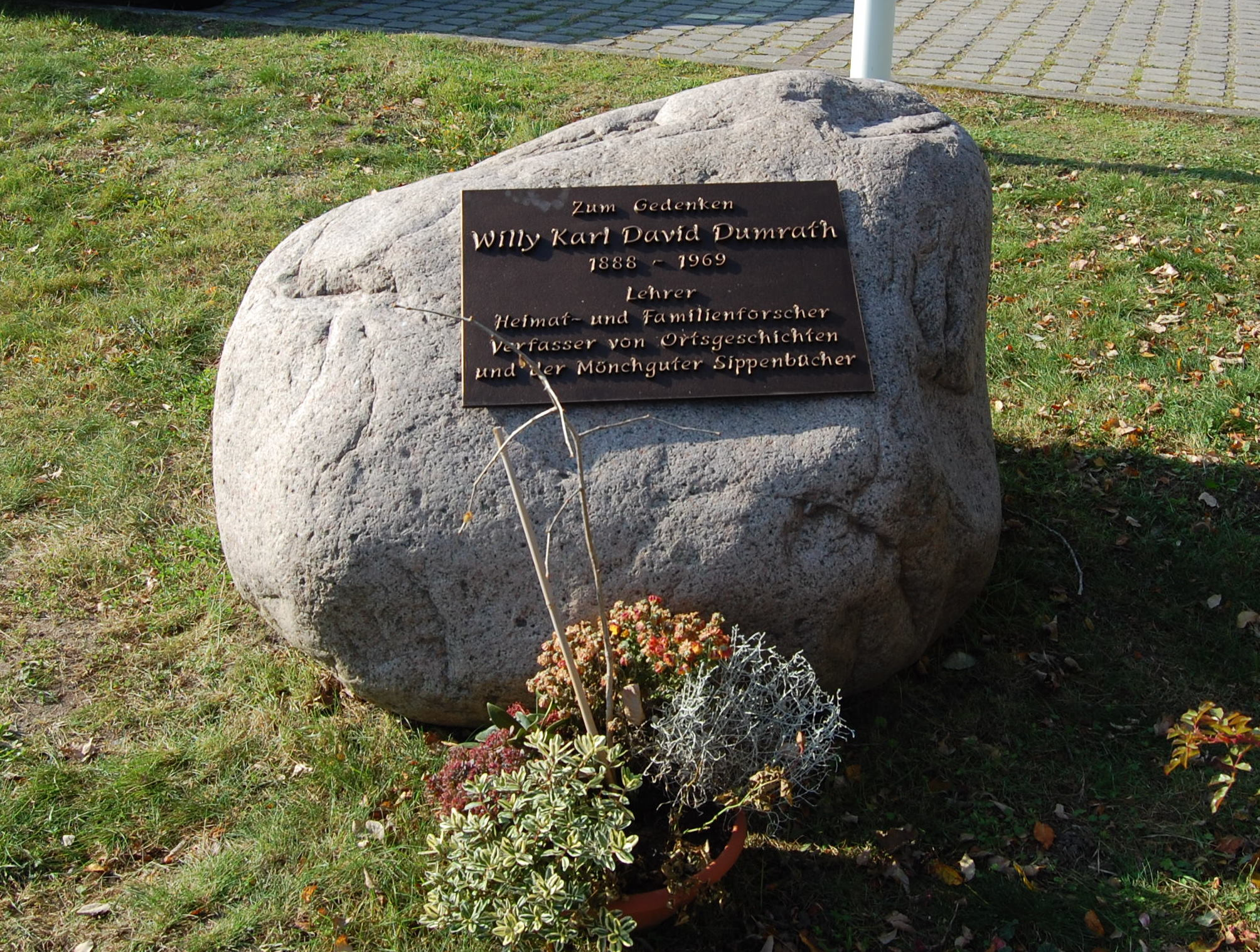
Gedenkstein für Willy Dumrath in Thiessow

Willy Dumrath wurde als Sohn des See-Oberlotsen Theodor Dumrath geboren. Er besuchte zunächst die Dorfschule in Thiessow und erhielt Privatunterricht beim Küster Brandt in Groß Zicker. Anschließend absolvierte er bis 1910 das Lehrerseminar in Anklam. Er fand dann zunächst eine Anstellung als Lehrer in Demmin. Während des Ersten Weltkrieges wurde nach einer schweren Verwundung aus dem Militärdienst entlassen. Er ging dann 1916 als Lehrer nach Stettin, wo er noch 1916 seine Frau Margarete heiratete und bis 1942 tätig war. Im dortigen Staatsarchiv, der Stettiner Stadtbücherei und der Domänenabteilung der Regierung betrieb er Studien zur Geschichte seiner Heimatregion Mönchgut. Er erstellte die achtbändigen Mönchguter Sippenbücher, die für den Zeitraum von 1574 bis 1943 sämtliche aus Kirchenbüchern und Standesamtsregistern hervorgehende Bewohner der Halbinsel aufführt. In den Sommerferien kam er regelmäßig nach Mönchgut, unterhielt sich mit Einwohnern, sichtete Unterlagen und sammelte Fakten für das von ihm angelegte Mönchgut-Archiv. Von ihm stammen umfangreiche Chroniken der Orte Thiessow, Klein Zicker, Alt Reddevitz und Göhren. Auch der Hof Phillipshagen sowie eine Rezeptsammlung regionaler Rezepte gegen Krankheiten waren ein wichtiger Bestandteil seiner Arbeit.
Zum 1. Mai 1933 trat er der NSDAP bei (Mitgliedsnummer 2.671.451). Im Zuge der Kinderlandverschickung kam Dumrath nach Bombenangriffen auf Stettin mit den Schulkindern nach Rügen und wurde Lehrer und Leiter eines Kinderlandverschickungsheims in Göhren. Nach Ende des Zweiten Weltkrieges und der nationalsozialistischen Gewaltherrschaft wurde er in einem Internierungslager inhaftiert. Nach seiner Entlassung war ihm aufgrund seiner vorherigen NSDAP-Mitgliedschaft eine weitere Tätigkeit als Lehrer verwehrt. Er war in Thiessow als Kursachbearbeiter tätig und leitete die Gemeindebücherei.
Anfang der 1960er Jahre verstarb seine Ehefrau. 1964 erstellte Dumrath eine dreiteilige Lotsen-Chronik, die sämtliche ab 1606 in Mönchgut tätigen Lotsen verzeichnete. Ende 1968 legte er die erarbeiteten Sippenbücher vor. Er verstarb 1969 einsam im Krankenhaus Bergen und wurde auf dem dortigen Friedhof beigesetzt.

## Ehrungen
Am 2. September 2008, seinem 120. Geburtstag, wurde in Thiessow ein Gedenkstein mit Tafel zu seinen Ehren aufgestellt.